# Провады
Прова́ды (бел. Права́ды, другой русскоязычный вариант — Проводы) — озеро в Ушачском районе Витебской области Белоруссии. Относится к бассейну реки Туровлянка.
Расположено в 23 км к юго-востоку от городского посёлка Ушачи. Приблизительно в 0,6 км к юго-западу располагается озеро Отолово.
Площадь поверхности составляет 0,07 км². Длина — 0,45 км, наибольшая ширина — 0,2 км. Длина береговой линии — 1,1 км.
Склоны котловины высотой до 10 м, поросшие кустарником. Берега песчаные, преимущественно возвышенные. На востоке вытекает ручей, впадающий в озеро Туросы.